# 2-Isopropyl-5-methyl-1-(2,6-dihydroxy-4-(1,2-dimethylheptyl)phenyl)cyclohex-1-en
2-Isopropyl-5-methyl-1-[2,6-dihydroxy-4-(1,2-dimethylheptyl)phenyl]cyclohex-1-en ist ein Analgetikum und ein Cannabinoid-Agonist. Es ist chemisch ein ringgeöffnetes Cannabinoid-Derivat und ein Analogon von Cannabidiol. Anders als Cannabidiol hat diese Verbindung starke Cannabis-artige Wirkungen, weshalb sie vermutlich als CB1-Agonist wirkt.
Es kann durch eine Birch-Reduktion aus dem 1,2-Dimethylheptyl-Analogon von Tetrahydrocannabinol hergestellt werden.